# DS 5
Pour les articles homonymes, voir DS 5LS.
La DS 5 est une berline haut de gamme à 5 portes du constructeur automobile français DS Automobiles, présentée sous le nom Citroën DS5 en 2011 avant de perdre toute référence à la marque aux chevrons en 2015 en devenant DS 5.

## Historique

### Concept car

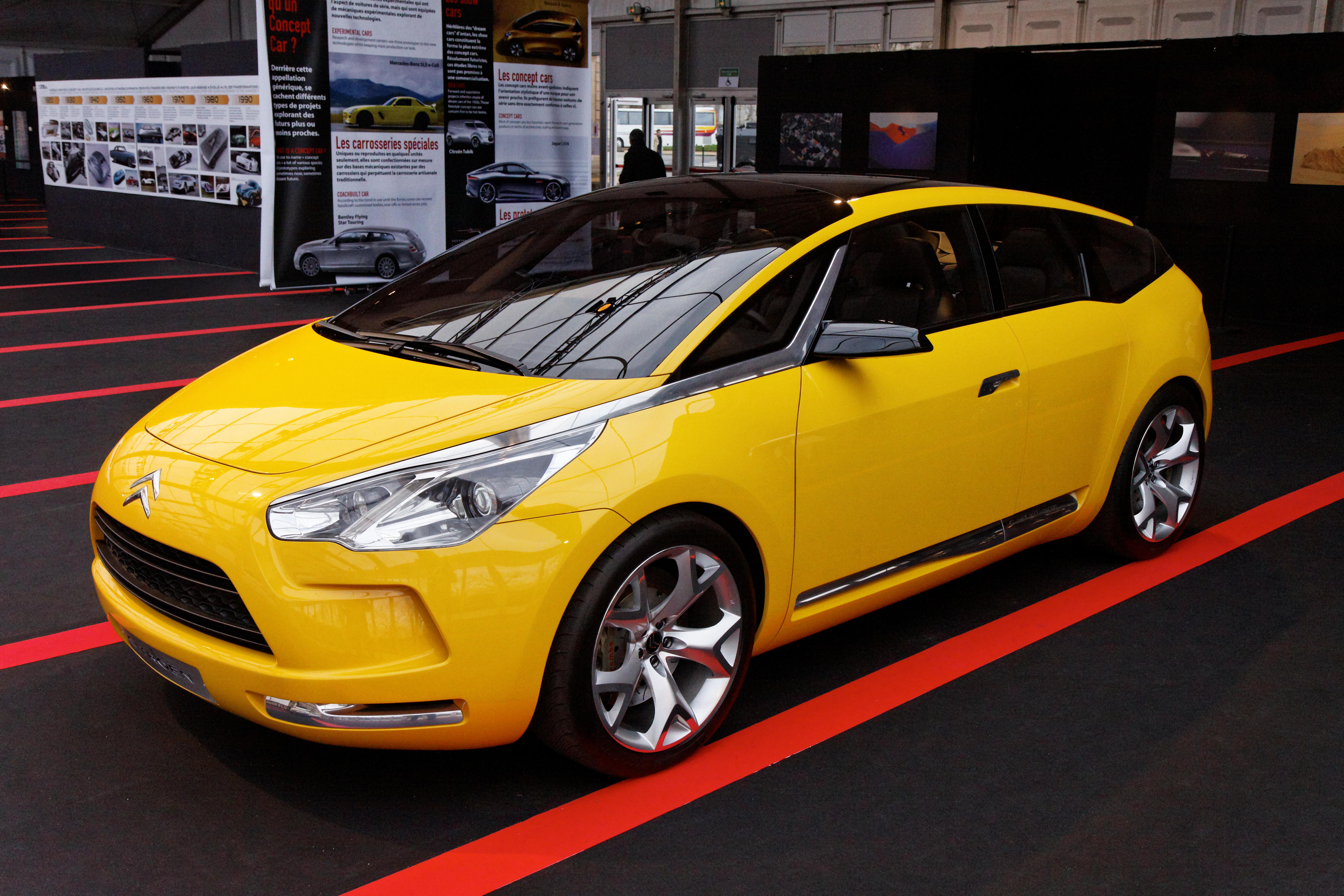
Citroën C-Sportlounge

La Citroën DS5 est préfigurée par le concept car Citroën C-Sportlounge dévoilé au salon de Francfort en 2005.
Son design extérieur a été réalisé par Frédéric Soubirou, qui signe également la DS5 de série.

### Citroën DS5

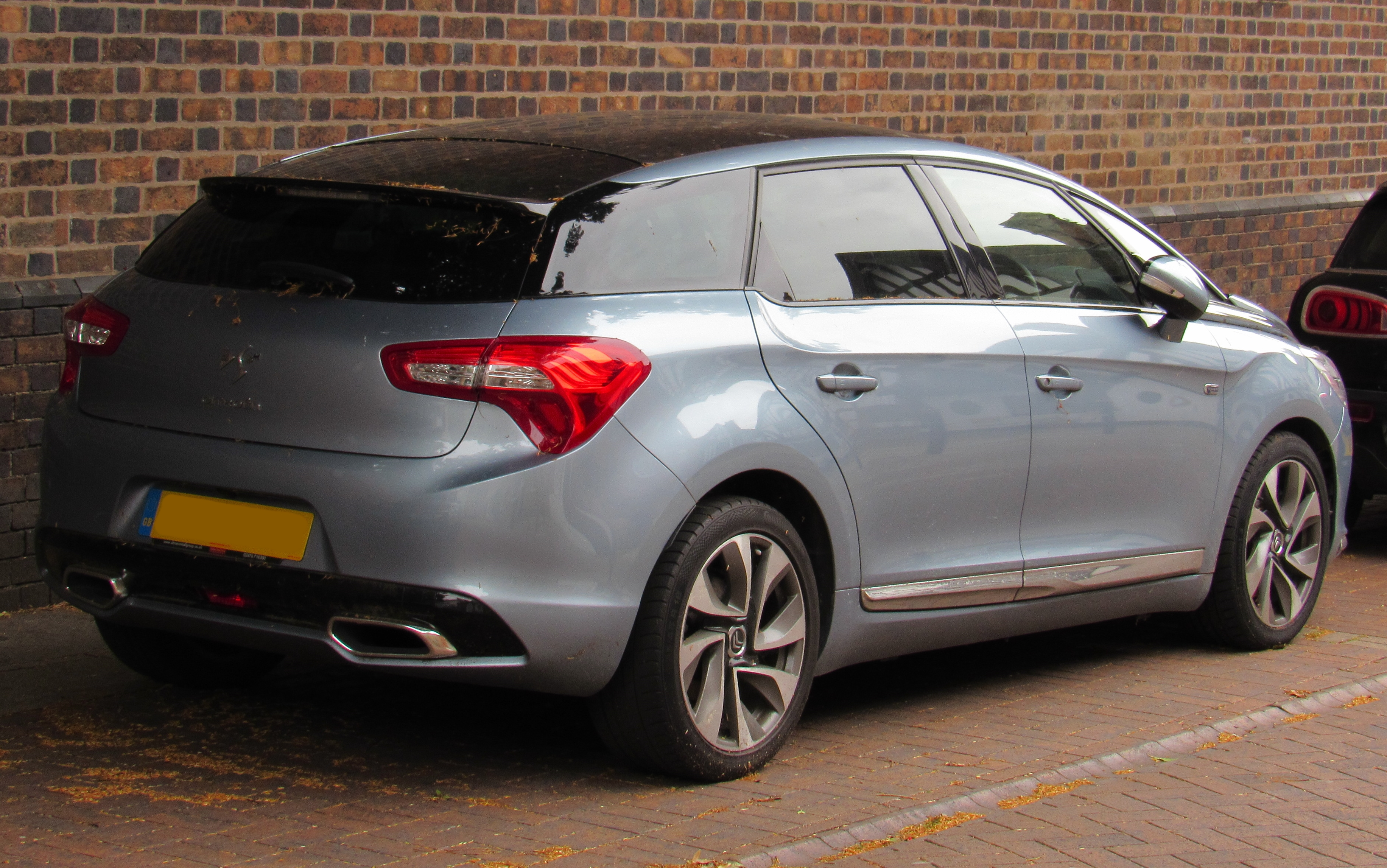
Citroën DS5

La DS5 est présentée sous la marque Citroën et dans la « Ligne DS » du constructeur, le 18 avril 2011, en première mondiale au salon de Shanghai. 
Lancée d'abord en France au mois de novembre, elle devient la première Citroën produite sur le site de Sochaux. PSA espère alors en produire de 35 000 à 45 000 par an en Europe, objectif qui ne sera jamais atteint.
À partir du 27 septembre 2013, sa production s'établit également en Chine pour le marché local, sous l'égide de la coentreprise formée par PSA et Chang'an Automobile, CAPSA, qui a en projet la production de trois modèles de ce qui n'est encore que la « Ligne DS ».

### DS 5

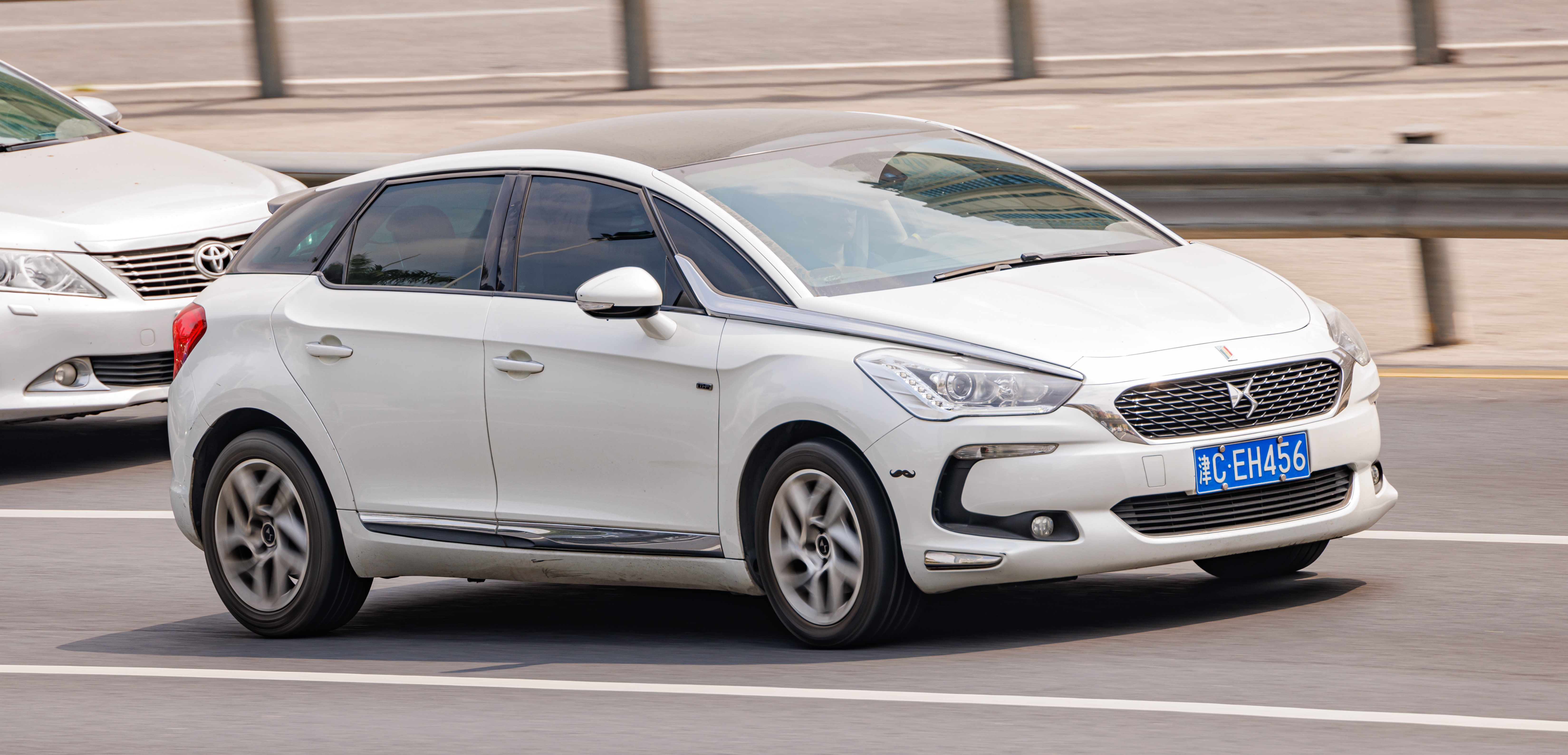
DS 5

Le 16 février 2015, à l'occasion du salon de Genève, elle quitte la Ligne DS de Citroën pour rejoindre la gamme de DS, désormais marque indépendante dans le groupe PSA. La DS 5 en profite pour être restylée, principalement à l'avant, où elle hérite de la calandre évasée baptisée « DS Wings » des DS 5LS et DS 6, et, en son centre, du monogramme DS en lieu et place des chevrons Citroën.
La commercialisation de la DS5 est stoppée au début de l'année 2018, avant l'application des normes Euro 6c.

## Finitions
- Chic
- Be Chic (depuis janvier 2014)
- So Chic
- Sport Chic
- Executive

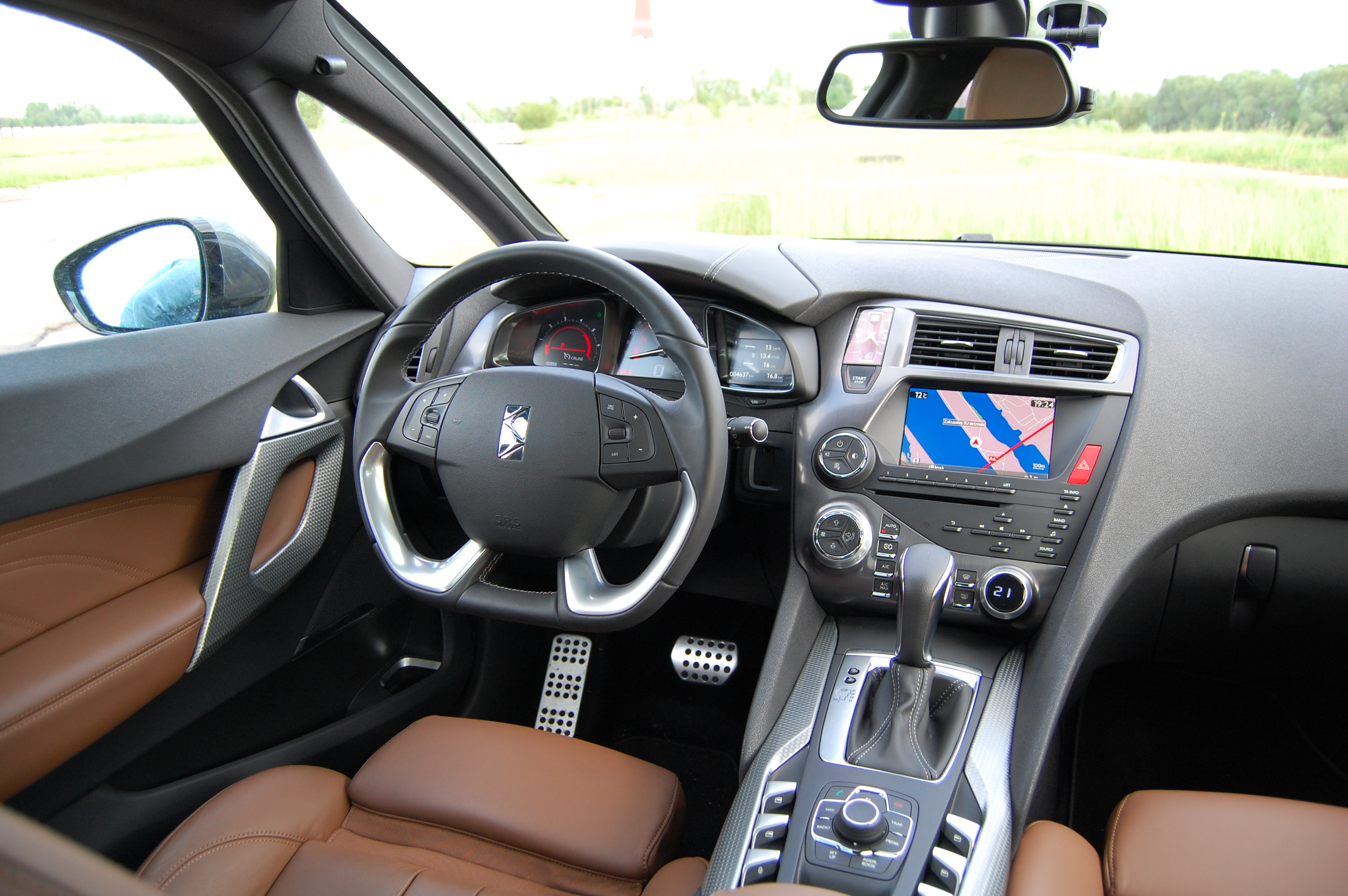
Tableau de bord

- Faubourg Addict (depuis octobre 2013)

### Performance Line
À partir du Mondial de l'automobile de Paris 2016, DS lance la finition Performance Line, déclinée sur les DS 3, 4 et 5.
Les DS Performance Line reçoivent un pavillon noir, des jantes noires brillantes avec logo DS sur fond Carmin et des badges spécifiques sur le capot et les portes avant.
À l'intérieur les DS sont dotées d'une nouvelle sellerie qui associe le cuir grainé et le tissu Dinamica, avec des surpiqûres qui reprennent les teintes du badge (rouge, blanc et doré). Ces surpiqûres colorées se retrouvent sur les panneaux de porte, le levier de vitesses ou encore le volant.
À partir d'octobre 2013, juste après le Salon de l'automobile de Francfort, une nouvelle finition très haut de gamme (commercialisée sous forme de pack en France) nommée « Faubourg Addict », fait son apparition sur la DS5. Composée d'une teinte inédite « Whisper », décrite comme « un noir profond aux nuances subtilement violacées », une trame DS sur le toit et sur les coques de rétroviseurs (gravés au laser).

### Éditions limitées

#### Citroën
- DS5 Paris Rendez-Vous (600 exemplaires)
- DS5 Pure Pearl[11] (1000 exemplaires)
- DS5 Urban Show[12] (intégrée à la gamme en janvier 2014 sous le nom Be Chic[13])

#### DS Automobiles
- DS 5 '1955' (955 exemplaires[14]): mai 2015

- DS 5 'Prestige' (250 exemplaires): mai 2017

## Phase 2 sous marque DS
Mi-février 2015, à l'occasion du salon de Genève, la Citroën DS5 rejoint la marque DS pour devenir la DS 5, et reçoit à cette occasion quelques évolutions stylistiques. Celles-ci concernent principalement l'avant, où elle hérite du monogramme DS et de la calandre évasée « DS Wings » des DS 5LS et DS 6, de nouveaux phares directionnels à LED et xénon, d’antibrouillards à LED, et de clignotants à défilement,.
A l’intérieur, le système télématique devient tactile (SMEG) et embarque CarPlay ainsi que Mirror Link.
Dans les équipements disponibles, la surveillance d’angles morts fait son apparition.
La surveillance de pression de pneus est définitivement arrêtée.
Les jantes 18 pouces Adélaïde remplacent les Canaveral.
A l’arrière, l’Emblème DS est conservé mais le petit « 5 » est retiré.
A droite en bas du volet de coffre est apposé DS 5.
En janvier 2016, la DS 5 phase 2 EVO arrive avec encore quelques améliorations. 
C’est la première DS à recevoir le système télématique DS Connect NAV (NAC 1) embarquant des services connectés via Tom Tom Trafic. Il évoluera en 2017 pour recevoir Android Auto (NAC 2).
Les pieds de rétroviseurs extérieurs deviennent chromés et les rétroviseurs passent au noir, le rétroviseur intérieur électrochromatique est remplacé par un modèle à miroir sans bord.
Les éclaireurs de plaque arrière passent à LED.

## Mécanique
Comme les Peugeot 3008 et 508, la DS 5 peut recevoir une motorisation hybride-Diesel (HYbrid4). Cette motorisation originale comporte un moteur de 2 litres diesel de 163 ch pour tracter les roues avant et d'un moteur électrique de 37 ch pour propulser les roues arrière. Elle permet de rouler en mode électrique pendant quelques kilomètres, à vitesse réduite, en mode sport, avec une puissance totale théorique de 200 ch qui lui permet de dépasser les 200 km/h. Ce système permet également de rouler avec une transmission intégrale.

### Dimensions
Les dimensions sont de 4 530 mm en longueur, 1 871 mm en largeur, 1 513 mm en hauteur.

### Évolution technique

#### Essence
Le 1.6 THP 155 est remplacé par le 1.6 THP 165 S&S (Stop and Start) en février 2015.
Le 1.6 THP 200 devient disponible uniquement sur stock en juin 2015 puis est fermé à la commande en juillet 2015.
Le 1.6 THP 210 S&S, qui vient en remplacement du 1.6 THP 200, est ouvert à la commande en septembre 2015 et arrêté en avril 2017

#### Diesel
Le 1.6 e-HDi 110 est remplacé par le 1.6 e-HDi 115 en juin 2012, ce dernier étant fermé à la commande début avril 2015.
Le 1.6 e-HDi 115 est rouvert à la commande sur la Nouvelle DS 5 dès le 23 avril 2015 puis disponible uniquement sur stock en juin 2015 et fermé à la commande en septembre 2015.
Le 1.6 BlueHDi 120 (devenu 1.6 BlueHDi 120 S&S en janvier 2015) est ouvert à la commande en octobre 2013 (1.6 BlueHDi 115 S&S en Belgique et au Luxembourg).
Le 2.0 HDi 135 est remplacé par le 2.0 BlueHDi 135 S&S (en Belgique et au Luxembourg).
Le 2.0 BlueHDi 150 (devenu 2.0 BlueHDi 150 S&S en janvier 2015) est ouvert à la commande en octobre 2014.
Le 2.0 HDi 160 est fermé à la commande en avril 2015 et est alors remplacé par le 2.0 BlueHDi 150 S&S sur certaines finitions.
Le 2.0 BlueHDi 180 BVA6 (devenu 2.0 BlueHDi 180 EAT6 en juillet 2014 puis 2.0 BlueHDi 180 S&S EAT6 en janvier 2015) est ouvert à la commande en octobre 2013.

#### Hybride
La motorisation Hybrid4 évolue en avril 2015 à l'occasion de la commercialisation de la Nouvelle DS 5 pour être compatible avec la norme Euro 6.

#### Boites de vitesses
L'appellation commerciale de la boite mécanique pilotée change de nom en octobre 2013 pour devenir ETG6 au lieu de BMP6. La nouvelle boite automatique à six rapports prend l'appellation EAT6 en juillet 2014 abandonnant ainsi l'appellation BVA6 qui reste cependant attachée à la génération précédente (exemple avec le THP 155 BVA6).

### Motorisations
Les tableaux ci-dessous résument les motorisations disponibles. Celles-ci ont évolué en 2015, lors du changement de marque Citroën pour DS, et sont toutes devenues éligibles à la norme Euro 6.
|                            | 1.6 HDi 112               | 1.6 HDi 115               | 1.6 BlueHDi 120 S&S       | 1.6 BlueHDi 120 S&S       | 2.0 HDi 135            | 2.0 BlueHDi 135 S&S    | 2.0 BlueHDi 150 S&S    | 2.0 HDi 160            | 2.0 HDi 160            | 2.0 BlueHDi 180 S&S    | Hybride                                                                                     | Hybride                                                                                     |
| Moteur                     | 4-cylindres (type DV/DLD) | 4-cylindres (type DV/DLD) | 4-cylindres (type DV/DLD) | 4-cylindres (type DV/DLD) | 4-cylindres (type DW)  | 4-cylindres (type DW)  | 4-cylindres (type DW)  | 4-cylindres (type DW)  | 4-cylindres (type DW)  | 4-cylindres (type DW)  | 4-cylindres                                                                                 | 4-cylindres                                                                                 |
| Cylindrée                  | 1 560                     | 1 560                     | 1 560                     | 1 560                     | 1 997                  | 1 997                  | 1 997                  | 1 997                  | 1 997                  | 1 997                  | 1 997                                                                                       | 1 997                                                                                       |
| Puissance maximale         | 111 ch à 3 600 tr/min     | 114 ch à 3 600 tr/min     | 120 ch à 3 500 tr/min     | 120 ch à 3 500 tr/min     | 136 ch à 4 000 tr/min  | 136 ch à 4 000 tr/min  | 150 ch à 4 000 tr/min  | 163 ch à 3 750 tr/min  | 163 ch à 3 750 tr/min  | 180 ch à 3 750 tr/min  | 200 ch à 3 850 tr/min 163 ch (thermique / train avant) + 37 ch (électrique / train arrière) | 200 ch à 3 850 tr/min 163 ch (thermique / train avant) + 37 ch (électrique / train arrière) |
| Couple maximal             | 240 N m à 1 750 tr/min    | 270 N m à 1 750 tr/min    | 300 N m à 1 750 tr/min    | 300 N m à 1 750 tr/min    | 320 N m à 2 000 tr/min | 370 N m à 2 000 tr/min | 370 N m à 2 000 tr/min | 340 N m à 2 000 tr/min | 340 N m à 2 000 tr/min | 400 N m à 2 000 tr/min | 500 N m                                                                                     | 500 N m                                                                                     |
| Boîte de vitesses          | BMP6                      | ETG6                      | BVM6                      | EAT6                      | BVM6                   | BVA6                   | BVM6                   | BVM6                   | BVA6                   | EAT6                   | BMP6                                                                                        | ETG6                                                                                        |
| Vitesse maximale (en km/h) | 191                       | 191                       | 191                       | 189                       | 200                    | 204                    | 205                    | 215                    | 212                    | 220                    | 60 (électrique) à 211 (thermique)                                                           | 60 (électrique) à 211 (thermique)                                                           |
| 0-100 km/h                 | 12,4                      | 12,4                      | 11,7                      | 11,9                      | 11,5                   | 11,2                   | 9,9                    | 8,8                    | 10,1                   | 9,2                    | 8,6                                                                                         | 8,6                                                                                         |
| Consommation (en l/100 km) | 4,4                       | 4,3                       | 3,9 à 3,8                 | 4                         |                        | 4                      | 4,4 à 4,3              | 5,1                    | 6,1                    | 4,4 à 4,3              | 3,9                                                                                         | 3,5                                                                                         |
| Émissions de CO2 (en g/km) | 114                       | 112                       | 102 à 100                 | 105                       | 154                    | 103 à 105              | 113 à 103              | 133                    | 158                    | 114 à 110              | 102                                                                                         | 90                                                                                          |

|                            | 1.6 THP 155            | 1.6 THP 165 S&S        | 1.6 THP 200            | 1.6 THP 210 S&S        |
| Moteur                     | 4 cylindres (type EP)  | 4 cylindres (type EP)  | 4 cylindres (type EP)  | 4 cylindres (type EP)  |
| Cylindrée                  | 1 598                  | 1 598                  | 1 598                  | 1 598                  |
| Puissance maximale         | 156 ch à 6 000 tr/min  | 165 ch à 5 500 tr/min  | 200 ch à 5 500 tr/min  | 210 ch à 5 500 tr/min  |
| Couple maximal             | 240 N m à 1 400 tr/min | 240 N m à 1 400 tr/min | 275 N m à 1 700 tr/min | 285 N m à 1 700 tr/min |
| Boîte de vitesses          | BVA6                   | EAT6                   | BVM6                   | BVM6                   |
| Vitesse maximale (en km/h) | 202                    | 202                    | 235                    | 235                    |
| 0-100 km/h                 | 9,7                    | 9,5                    | 8,2                    | 8,1                    |
| Consommation (en l/100 km) | 7,1                    | 5,9                    | 6,7                    | 6,2                    |
| Émissions de CO2 (en g/km) | 165                    | 135                    | 155                    | 144                    |

## DS5 hybride présidentielle

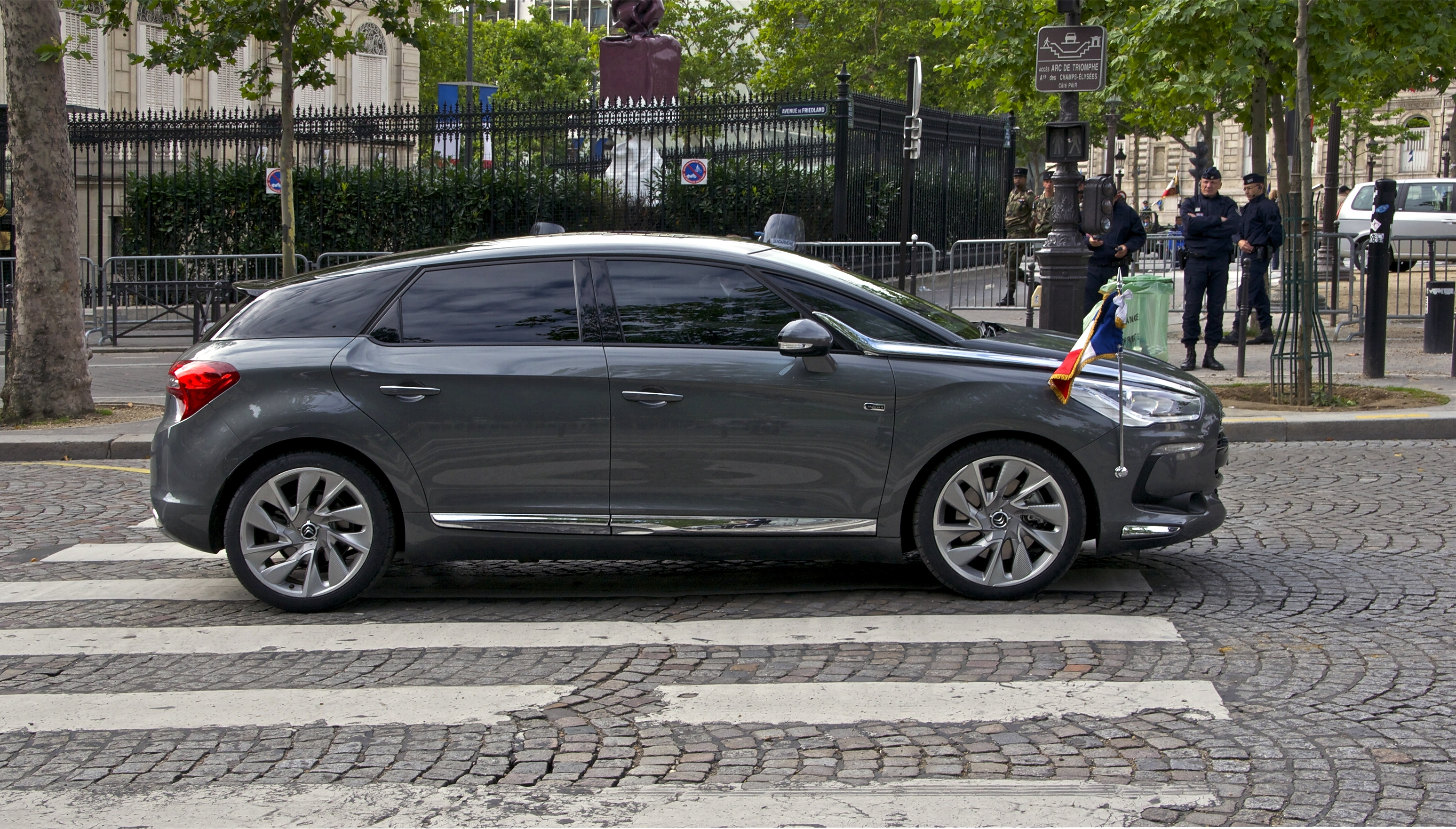
Citroën DS5 Hybride utilisée par François Hollande, président de la République française, avec le fanion présidentiel, le 14 juillet 2012.

Le président de la République française François Hollande a choisi une Citroën DS5 pour remonter les Champs-Élysées à l'occasion de son investiture à la présidence de la République le 15 mai 2012.
Le modèle choisi est une DS5 Hybrid4 de couleur Gris Galéna assemblée à Sochaux et munie d'un toit ouvrant au-dessus des sièges arrière pour saluer la foule. François Hollande a en fait utilisé deux DS5, l'une en version découvrable pour aller à l'Arc de Triomphe, et l'autre à toit normal pour en revenir.
Le 8 mai 2015, il se déplace avec sa DS 5 tout juste restylée à l'usine de Sochaux pour faire de sa Citroën DS5 une DS 5 de la marque DS.

## DS 5LS
La DS 5LS est une berline tricorps, dévoilée le 19 décembre 2013, et commercialisée en mars 2014 en Chine. Elle reprend le châssis et les trains roulants de la DS5, et a pour base la Citroën C4L,. Son tableau de bord est inédit mais il reprend des éléments d'autres DS.